# Nicholas Maw
John Nicholas Maw (Grantham, 5 novembre 1935 – Washington, 19 maggio 2009) è stato un compositore e musicista britannico.

## Biografia
Nato a Grantham (Inghilterra), si è formato presso la Royal Academy of Music di Londra e poi a Parigi. Dal 1998 al 2008 è stato insegnante di composizione musicale presso il conservatorio Peabody Institute dell'Università Johns Hopkins (Baltimora). Aveva precedentemente lavorato presso altri importanti conservatori sia in Inghilterra che negli Stati Uniti.
Nel 1960 si è sposato con Karen Graham, dalla quale si è separato nel 1976. Dal 1984 ha vissuto a Washington con la compagna Maija Hay. Nel 2009 è morto a causa di un attacco cardiaco.

## Composizioni
Tra le sue principali piece orchestrali vi sono Odyssey (1987) e The World in the Evening (1988). Con Joshua Bell ha scritto alcuni lavori. Nel 2002 ha realizzato un'opera (Sophie's Choice) basata su un romanzo di William Styron.

## Opere
- Eight Chinese Lyrics (1956) per mezzosoprano
- Requiem (1956-7) voce e orchestra
- Flute Sonatina (1957)
- Nocturne (1957) per mezzosoprano e orchestra da camera
- Six Chinese Songs (1959) per contralto & piano
- Five Epigrams (1960) per coro
- Our Lady's song (1961) per coro
- Chamber Music (1962) per oboe, clarinetto, corno, fagotto & piano
- Scenes and Arias (1962, rev. 1966) per soprano, mezzosoprano, contralto e orchestra
- Round (1963) per voci bianche
- The Angel Gabriel (1963)
- Bulalow (1964)
- One Man Show (1964, rev. 1966 & 1970), opera
- Arrangement of Corpus Christi Carol (1964) per soprani e piano
- String Quartet No. 1 (1965)
- Severn Bridge Variation (1966) con Malcolm Arnold, Michael Tippett, Alun Hoddinott, Grace Williams e Daniel Jones
- Sinfonia (1966) per orchestra da camera
- Six Interiors (1966) per tenore e chitarra
- Sonata (1966) per archi e corni
- The Voice of Love, Eight Peter Porter (1966)
- Double Canon for Igor Stravinsky on his 85th Birthday (1967)
- The Rising of the Moon (1967–70), opera in tre atti
- Epitaph-Canon in Memory of Igor Stravinsky (1971) per flauto, clarinetto e arpa
- Five Irish Songs (1972) per coro
- Personae I, II & III (1973) per piano
- Serenade for orchestra (1973, rev. 1977)
- Life Studies (1973-6) per 15 archi
- Te Deum (1975)
- Reverdie (1975)
- Annes! (1976)
- Nonsense Rhymes for Children (1976)
- La Vita Nuova (1979)
- The Ruin (1980)
- Flute Quartet (1981)
- Summer Dances (1981) per orchestra
- Night Thoughts (1982) per flauto solista
- String Quartet No. 2 (1982)
- The Old King's Lament (1982) per contrabbasso solista
- Spring Music (1982-3) per orchestra
- Little Suite (1984) per chitarra solista
- Sonata Notturna (1985) per archi e violoncello
- Personae IV, V & VI (1985-6) per piano
- Little Concert (1987) per oboe, due corni e archi
- Odyssey (1972-5, 1979, 1985-7) per orchestra
- Ghost Dances (1988)
- The World in the Evening (1988) per orchestra
- Five American Folksongs (1989) for voce e piano
- Music of Memory (1989, rev. 1991) per chitarra solista
- Three Hymns (1989)
- Roman Canticle (1989, rev. 1991) per baritono, flauto, viola e arpa
- One Foot in Eden Still, I Stand (1990)
- Piano Trio (1990-1)
- American Games (1991)
- Shahnama (1992) per orchestra da camera
- The Head of Orpheus (1992) per soprano e due clarinetti
- Swetė Jesu (1992) per coro
- Violin Concerto (1993)
- String Quartet No. 3 (1994)
- Dance Scenes (1994-5) per orchestra
- Voices of Memory (1995) per orchestra
- Hymnus (1995-6)
- Solo Violin Sonata (1996-7)
- Stanza (1997) per violino solista
- Narration (2001) per violoncello solista
- Intrada (2001) per quartetto d'archi
- Sophie's Choice (1999-2002), opera in quattro atti
- Fanfare (2004)
- Concerto for Cor Anglais and Orchestra (2004)
- String Quartet No. 4 (2005)
- String Sextet (2007)